# Colette Bodelot
Colette Bodelot (Differdange, 16 maart 1954) is een Luxemburgse emeritus professor Latijn en Latijnse literatuur aan de Université Clermont-Auvergne en lid van het Academia Europaea. Ze is gespecialiseerd in de syntaxis van het Latijn, in het bijzonder in de bijzin en de indirecte vraag.

## Biografie
Na haar studies klassieke talen aan de Paris-Sorbonne-universiteit geeft ze les aan het Lycee Hubert-Clement in Esch-sur-Alzette (Luxemburg). In 1982 dient ze haar proefschrift in aan de Paris-Sorbonne. Het wordt gepubliceerd in 1987 onder de titel L'interrogation indirecte en latin. Syntaxe, valeur illocutoire, formes (De indirecte vraag in het Latijn).
Van 1995 tot 2000 is Colette Bodelot docent aan de Universiteit Nancy-II. In 1998 legt ze aan de Paris-Sorbonne haar habilitatie af over het onderwerp La subordination complétive en latin (promotor Jacqueline Dangel). Dit werk is in 2000 uitgegeven onder de titel Espaces fonctionnels de la subordination complétive en latin. Étude morpho-syntaxique et sémantico-énonciative. In datzelfde jaar wordt Colette Bodelot aangesteld als professor Latijnse taal en literatuur aan de Université Blaise-Pascal (Clermont-Ferrand 2), die in 2017 fuseerde met de Universiteit van Auvergne (Clermont-Ferrand 1) onder de naam Université Clermont-Auvergne (UCA). Colette Bodelot doceert ook als universitair hoofddocent aan het Universitair Centrum in Luxemburg, dat in 2003 de Universiteit van Luxemburg werd.
In 2013 werd Colette Bodelot voorgedragen als lid van het Academia Europaea.
Op 1 oktober 2017 ging Bodelot met emeritaat.

## Werken (selectie)
- (fr) Colette Bodelot (1987). L'interrogation indirecte en latin. Syntaxe - Valeur illocutoire - Formes, "Bibliothèque de l'Information Grammaticale". Paris, Société pour l'Information Grammaticale, pp. 147. ISBN 9068310984. Gearchiveerd op 17 juni 2023.
- (fr) Colette Bodelot (1990). Termes introducteurs et modes dans l'interrogation indirecte en latin de Plaute à Juvénal (Bibliothèque de Vita Latina). Avignon, Aubanel, 151p. ISBN 978-2700601381.
- (fr) Colette Bodelot (2000). Espaces fonctionnels de la subordination complétive en latin. Étude morpho-syntaxique et sémantico-énonciative, (Bibliothèque d'Études Classiques 18). Leuven - Paris, Peeters, pp. 294. ISBN 9789042908048.
- (fr) C. Bodelot (éd.) (2003). Grammaire fondamentale du latin. Tome X : Les propositions complétives en latin (Bibliothèque d'Études Classiques 35). Leuven-Paris-Dudley, MA, Peeters, 800p. ISBN 978-90-429-1332-5.
- (fr) Colette Bodelot (éd.) (2004). Anaphore, cataphore et corrélation en latin (Collection ERGA 6). Clermont-Ferrand, Presses universitaires Blaise Pascal, pp. 190. ISBN 9782845162525.
- (fr) Colette Bodelot (éd.) (2007). Éléments 'asyntaxiques' ou hors structure dans l'énoncé latin. (Collection ERGA 9). Clermont-Ferrand, Presses universitaires Blaise Pascal, pp. 250. ISBN 978-2-84516-352-2.
- (fr) C. Bodelot, H. Gruet-Skrabalova, F. Trouilleux (éds) (2013). Morphologie, syntaxe et sémantique des subordonnants. Clermont-Ferrand, Presses universitaires Blaise Pascal, 524p. ISBN 9782845165250.
- (fr) Mylène Blasco, Colette Bodelot. Langue parlée / langue écrite, du latin au français: un clivage dans l'histoire de la langue?. Langages (208). DOI: lang.208.0005.
- (fr) Colette Bodelot, Mauro Lasagna, Anna Orlandini, Michel Poirier (2018). Invitation au thème latin. Latine reddere.. Paris, L'Harmattan, pp. 182. ISBN 978-2-343-15442-8.
- (fr) Colette Bodelot, Olga Spevak (éds.), Les constructions à verbe support en latin (Collection Cahiers du LRL 7). Clermont-Ferrand, Presses universitaires Blaise Pascal (2018), (p. 252). ISBN 978-2-84516-823-7.

- Bibliothèque nationale de France: cb12873014p (data)
- CiNii: DA05616038
- Gemeinsame Normdatei: 1212073983
- International Standard Name Identifier: 0000 0000 3175 2556
- Library of Congress Control Number: n92042566
- Nationale Bibliotheek van Tsjechië: mub20231181967
- Nationale Bibliotheek van Israël: 987007329604505171
- Nederlandse Thesaurus van Auteursnamen: 073926051
- Système universitaire de documentation: 053951409
- Virtual International Authority File: 61676048
- WorldCat: E39PBJvCVyWbCkqGWyPtrxjcT3